# Lijst van Montenegrijnse hoofdwegen
De hoofdwegen in Montenegro (Montenegrijns: Magistralni putevi) verbinden de belangrijkste steden van het land met elkaar en met de buurlanden van Montenegro. De wegnummering is nog gedeeltelijk gelijk aan de oude Joegoslavische nummering, waardoor veel nummers niet voorkomen.
| Schild | Nummer | Route | Lengte |
| ------ | ------ | --- | ------ |
|        | M-1    | grens met Kroatië - Herceg Novi - Kotor - Tivat - Budva - Petrovac na Moru – Sutomore – Bar – Ulcinj – grens met Albanië | 165 km |
|        | M-1.1  | Sutomore – Tunnel Sozina – Virpazar                                                                                      | 12 km  |
|        | M-2    | Petrovac na Moru - Podgorica - Bijelo Polje - grens met Servië                                                           | 187 km |
|        | M-3    | grens met Bosnië-Herzegovina - Plužine – Nikšić – Danilovgrad – Podgorica                                                | 134 km |
|        | M-4    | Podgorica – Tuzi – grens met Albanië                                                                                     | 23 km  |
|        | M-5    | Ribarevina – Berane – Rožaje – grens met Servië                                                                          | 77 km  |
|        | M-6    | grens met Servië - Pljevlja – Đurđevića Tara – Žabljak – Šavnik – Jasenovo Polje                                         | 127 km |
|        | M-7    | Nikšić – Vilusi – grens met Bosnië-Herzegovina                                                                           | 40 km  |
|        | M-8    | Lipci – Grahovo – Vilusi                                                                                                 | 39 km  |
|        | M-9    | Vilusi - grens met Bosnië-Herzegovina                                                                                    | 22 km  |
|        | M-10   | Podgorica – Cetinje – Budva                                                                                              | 65 km  |
|        | M-11   | Lepetane – Tivat | 10 km  |
|        | M-12   | Meljine - grens met Bosnië-Herzegovina                                                                                   | 19 km  |